# تعلم عملية التعلم
تعلم عملية التعلم هو مجال في تعلم الآلة حيث تُطبق خوارزميات التعلم التلقائي على البيانات الوصفية حول تجارب تعلم الآل. لم يجد المصطلح تفسيرًا قياسيًا بدءًا من عام 2017، ولكن الهدف الرئيس هو استخدام هذه البيانات الوصفية لفهم كيف يمكن أن يصبح التعلم التلقائي مرنًا في حل مشكلات التعلم، وبذلك تحسين أداء خوارزميات التعلم الحالية أو التعلم (الحث) خوارزمية التعلم نفسها، ومن هنا جاء المصطلح البديل تعلم التعلم.